# Горький пир
«Горький пир» (англ. Bitter Feast) — американский фильм, вышедший на экраны в 2010 году.

## Сюжет
Питер Грэй — ведущий популярного кулинарного телешоу «Пир». Его карьера рушится после негативной рецензии критика Джейти Фрэнкса. Пропитанный жаждой мести Грэй похищает его. Он везет Фрэнкса в лесной дом, где привязывает цепью в подвале и начинает жестоко мстить. Сначала Грэй требует от Фрэнкса, чтобы тот принес воды из реки до дома в ведре — тогда Фрэнкс сможет напиться. Первая попытка Джейти проваливается — он проливает ведро. Питер привязывает критика к дереву и оставляет в лесу на ночь. На следующий день Фрэнксу удается донести воду до дома. Затем Питер преподносит Джейти новое испытание: чтобы поесть, Фрэнкс должен пожарить яйца, не повредив желток.

## Съёмки и релиз
Съёмки фильма проводились в Нью-Йорке и Вудстоке . Мировая премьера «Горького пира» состоялась в рамках внеконкурсной программы лос-анджелесского кинофестиваля в 2010 году. В этом же году фильм был показан на кинофестивалях в Афинах, Вудстоке и Остине, после чего был выпущен на DVD.

## В ролях
| Актёр          | Роль          |
| -------------- | ------------- |
| Джеймс ЛеГро   | Питер Грэй    |
| Джошуа Леонард | ДжейТи Фрэнкс |
| Ларри Фесенден | Уильям        |
| Меган Хилти    | Пэг           |
| Марио Батали   | Гордон        |